# 보 슐서
보 그레이슨 슐서(Beau Grayson Sulser, 1994년 5월 5일 ~ )는 현 중화 직업봉구 대연맹의 라쿠텐 몽키스의 투수이다.

## 미국 프로야구 시절
2022년에 피츠버그 파이리츠에 입단하였다.

## 한국 프로야구 시절

### kt 위즈시절
2023년에 오드리사머 데스파이네를 대체할 투수로 영입되었다. 2023년 6월에 성적 부진으로 인해 방출됐으며, 그의 대체 용병으로는 윌리엄 쿠에바스가 재영입되었다.

## 미국 프로야구 복귀
2023년에 피츠버그 파이리츠와 마이너 계약을 하며 복귀하였다.